# Капнофито
Капнофито (грч. Καπνόφυτο) је насељено место у општини Паранести у периферији Источна Македонија и Тракија, Грчка. Према попису из 2021. године било је 18 становника.
Капнофито је 1920. године имало 97 житеља Турака. Године 1923. турско становништво је принудно исељено у Турску а на њихово место је насељено око 40 грчких избегличких породица, којих је на попису из 1928. године било 127. Село се раније звало Деделер.